# Chrysococcaceae
 (janvier 2022).
Famille
Les Chrysococcaceae sont une famille d'algues de l'embranchement des Ochrophyta, de la classe des Chrysophyceae et de l'ordre des Chromulinales.

## Systématique
La famille des Chrysococcaceae est attribuée, en 1899, au botaniste allemand Ernst Lemmermann (1867–1915).

## Étymologie
Le nom vient du genre type Chrysococcus, dérivé du grec χρυσός / khrusos, « couleur or », et "-cocc", « en rapport avec une graine, une baie ou un fruit », littéralement « baie dorée ».

## Description
Certaines espèces du genre type Chrysococcus sont des organismes unicellulaires planctoniques dont les cellules sont entourées d'une lorique, c'est-à-dire une enveloppe externe, dont la structure caractérise les différentes espèces.

## Liste des genres
Selon AlgaeBase (22 janvier 2022) :
- Angulochrysis Lackey
- Calycomonas Lohmann
- Chrysococcocystis Doflein
- Chrysococcus (en) Klebs, 1892
- Codonomonas Goor
- Conradocystis Hollande
- Kephyrion (en) Pascher
- Lepochromulina Scherffel
- Phacochrysis J.Czosnowski
- Porochrysis Pascher
- Stenokalyx J.Schiller
- Woronichiniella Skvortsov